# Château-Gontier
Château-Gontier korábbi község Franciaország Loire mente régiójában, Maine-et-Loire megyében. 2019. január 1-jén Azé és Saint-Fort korábbi községgel egyesült és Château-Gontier-sur-Mayenne új község része lett.
Lakosainak száma 11 805 fő (2018. január 1.). Château-Gontier Loigné-sur-Mayenne, Ampoigné, Azé, Chemazé, Laigné, Marigné-Peuton, Saint-Fort és La Roche-Neuville községekkel határos.

## Népesség
A település népességének változása:
| Lakosok száma | 11 582 | 11 745 | 12 348 | 11 687 | 11 805 |
|               | 2013   | 2015   | 2016   | 2017   | 2018   |